# 페루 로마 교황청립 리마 가톨릭 대학교
페루 로마 교황청립 리마 가톨릭 대학교(스페인어: Pontificia Universidad Católica del Perú)는 페루 리마에 있는 로마 교황청 청립 4년제 가톨릭 대학교이다.
1801년 3월 1일을 기하여 교황 비오 7세의 하명이 내려짐으로 인하여 사립 대학으로 첫 개교되었으며 그 후 1917년 3월 1일을 기하여 당시 교황 베네딕토 15세의 하명이 내려짐으로 인하여 본격 개편 및 재개교가 되어 현재에 이르고 있다.

## 같이 보기
- 산마르코스 국립 대학교